# Katkas renetteæbler
Katkas renetteæbler (russisk: Катька — бумажный ранет) er en sovjetisk film fra 1926 af Fridrich Ermler og Eduard Ioganson.

## Medvirkende
- Veronika Buzjinskaja som Katka
- Bella Tjernova som Verka
- Jakov Gudkin
- Fjodor Nikitin som Vadka Zavrazjin
- Tatjana Okova